# IJsselstein-Zuid (sneltramhalte)
IJsselstein-Zuid is sinds 2 juli 2000 het eindpunt van sneltram 21 in IJsselstein. De lijn is destijds naar deze halte doorgetrokken vanwege de bouw van de wijk Zenderpark. De halte is nabij de Gerbrandytoren.
Op deze halte worden na de ochtendspits alle trams van binnen gereinigd. De trams van lijnen 20 en 21 lopen in elkaar over, waardoor na enige tijd alle trams hier langskomen.
P+R Science Park · WKZ/Máxima · UMC Utrecht · Heidelberglaan · Padualaan · De Kromme Rijn · Stadion Galgenwaard · Station Utrecht Vaartsche Rijn · CS Centrumzijde · CS Jaarbeursplein · Graadt van Roggenweg · 24 Oktoberplein-Zuid · Winkelcentrum Kanaleneiland · Vasco da Gamalaan · Kanaleneiland Zuid · P+R Westraven · Zuilenstein · Batau-Noord · Wijkersloot · Nieuwegein City · St. Antonius Ziekenhuis · Doorslag · Hooghe Waerd · Clinckhoeff · Eiteren · Achterveld · Binnenstad · IJsselstein-Zuid